# Attnang-Puchheim
Attnang-Puchheim est une ville autrichienne située en Haute-Autriche dans le district de Vöcklabruck. En 2001, Attnang-Puchheim comptait 9266 habitants.

## Le blason
La description officielle du blason d’Attnang-Puchheim, dont les couleurs sont principalement de gueules, d'or et d'azur, est : „Geteilt und halbgespalten ; oben in Gold über roten Flammen ein schwarzer, flugbereiter Phönix; unten rechts in Blau eine goldene heraldische Lilie, unten links dreimal von Silber und Rot gespalten.“  (« Séparé et scindé en deux ; au chef, sur un fond d'or, un phénix de sable prêt à voler, au-dessus des flammes de gueules ; à la pointe, une fleur de lys d'or sur fond d'azur à dextre, et palé d'argent et de gueules à senestre. »)

## L’histoire
La fondation d’Attnang et de Puchheim a commencé à la fin du VIIIe siècle et a duré jusqu’à la fin du XIe siècle. Longtemps, les gens ont fait une distinction entre Attnang et Puchheim, mais depuis 1912 le nom a été changé et Attnang-Puchheim est né.
En 1586, le château « Schloss Puchheim » a été construit qui maintenant sert de monastère et appartient aux « Redemptoristen ». 
Alphonse-Charles de Bourbon (1849-1936), prétendant au trône de France (1931-1936) et son épouse Marie-des-Neiges de Bragance (1852-1941), « duchesse de San Jaime », ainsi que la cinquième sœur de celle-ci, Maria Antónia de Bragance (1862-1959), « duchesse de Parme », et son quatrième fils René de Bourbon-Parme (1894-1962) sont enterrés dans la chapelle du château, dédiée à saint Georges.
En 1877, la ligne de chemin de fer nommée Salzkammergutbahn, qui a contribué au développement du village, a été construite. Attnang-Puchheim et le Salzkammergutbahn ont été bombardés à la fin de la Seconde Guerre mondiale, plus précisément le 21 avril 1945. Après la guerre, Attnang-Puchheim a été reconstruite et est devenue très célèbre à cause de sa gare. La plupart des trains doivent s’y arrêter afin d'y changer de locomotive, l’électrification se terminant à Attnang-Puchheim.
En 1955, la commune est devenu un « Markt » (bourg) et en 1990 elle a obtenu le statut de ville.

## Moyens de transport

### Train
La ligne de l'ouest passe par Attnang-Puchheim, ce qui confère à la ville un rayonnement régional. La gare procure en outre un accès à la ligne du Salzkammergut qui relie le district de Gmunden à la Styrie (gare de Stainach-Irdning) et à la ligne de Ried im Innkreis. Ces connexions ferroviaires font d'Attnang-Puchheim un carrefour ferroviaire, où les trains InterCity marquent également des arrêts. Les voies sont actuellement en réparation.

### Liaisons routières
La Bundesstrasse 1, parallèle à l'autoroute de l'ouest (A1), qui relie Salzbourg à Vienne, traverse le canton. En outre, environ 8 km au sud du centre-ville la rocade d'insertion de Regau mène à l'autoroute de l'ouest.

### Bus
On peut aussi se rendre dans les communes avoisinantes par les lignes de bus. Outre la ligne de Vöcklabruck, de Schörfling am Attersee et de Schwanenstadt, Attnang-Puchheim est desservie par un « City Bus » et un service dit « City Taxi ».

## Personnalités liées à la commune
- Friedrich Peter (1921–2005), homme politique autrichien, y est né.
- Maria Fekter, femme politique autrichienne, y est née le 1er février 1956.